# Cleistanthus caudatus
Cleistanthus caudatus är en emblikaväxtart som beskrevs av Ferdinand Albin Pax, De Wild. och Théophile Alexis Durand. Cleistanthus caudatus ingår i släktet Cleistanthus och familjen emblikaväxter.
Artens utbredningsområde är Kongo-Kinshasa. Inga underarter finns listade i Catalogue of Life.